# 恰魯基夫
50°36′22″N 25°7′9″E / 50.60611°N 25.11917°E
恰魯基夫（烏克蘭語：Чаруків），是烏克蘭的村落，位於該國西部沃倫州，由盧茨克區負責管轄，始建於1444年，面積0.34平方公里，海拔高度224米，人口1,164，人口密度每平方公里3,410.56人。